# Gentisat 1,2-dioksigenaza
Gentisat 1,2-dioksigenaza (EC 1.13.11.4, gentisatna oksigenaza, 2,5-dihidroksibenzoatna dioksigenaza, gentisatna dioksigenaza, oksidaza gentisinske kiseline) je enzim sa sistematskim imenom gentisat:kiseonik 1,2-oksidoreduktaza (deciklizacija). Ovaj enzim katalizuje sledeću hemijsku reakciju:
2,5-dihidroksibenzoat + O2 {\displaystyle \rightleftharpoons } maleilpiruvat
Za rad ovog enzima neohodan je Fe2+.

## Spoljašnje veze
- Gentisate+1,2-dioxygenase на 